# غريغور جورج
غريغور جورج (بالإنجليزية: Gregor George)‏ هو لاعب اتحاد الرغبي أسترالي، ولد في 1904 في سيدني في أستراليا، وتوفي في 22 مارس 1933.